# Норинськ
Но́ринськ — село в Україні, в Овруцькій міській громаді Коростенського району Житомирської області. Населення становить 1269 осіб.

## Географія
Село розташовано на Словечансько-Овруцькому кряжі, у межах Житомирського Полісся, на ріці Норинь і її притоці Мощаниця (басейн Прип'яті), за 62 км від міста Коростеня та 7,5 км від залізничної станції Хайчнорин і 4,5 км від зупинного пункту Норинськ.

## Населення
За переписом населення 2001 року, у селах підпорядкованих Норинській сільській раді мешкали 1570 осіб, з них у Норинську – 1360. Станом на 2018 рік в селі мешкало 1269 осіб, переважно українці.

## Історія

### Давньоруське городище
Давньоруське городище, яке існувало в XVI — XVIII століттях — займає високий останець у центральній частині села на відстані 250 метрів від правого берега річки Норинь, урочище Гора. Останець підіймається над місцевістю на сорок метрів. Городище витягнуте з заходу на схід, розмір — 120 на 43 метри. Головний середній майданчик підпрямокутної форми, довжиною 65 метрів, шириною — 35  — 43 метри. Він підвищується над поверхнею останця на кінцях на 75 сантиметрів з заходу та на 1,6—1,8 метрів зі сходу. З цього підвищеного майданчика починається в'їзд, який спускається по яроподібному заглибленню до підніжжя в південно-східній частині городища. Вали відсутні, два посади — південний і південно-східний. Розвідана мінімальна площа південного посаду складає 2,2 гектари, північно-східного (вулиця Коростенська) — майже 5,5 гектарів. Нині майданчик задернований, заріс чагарником.

### Доба Речі Посполитої
Норинськ вперше згадується 1456 року у грамоті київського князя Семена Олельковича, за якою поселення відійшло до Лазаря Браєвича. 1517 року великий князь литовський Сигізмунд I Старий подарував ці землі шляхетській родині Аксаків (герба «Аксак»), які у 1602 році перейшли у власність князів Острозьких, у 1620 році — у власність українських шляхтичів Немиричів (герба «Клямри»).

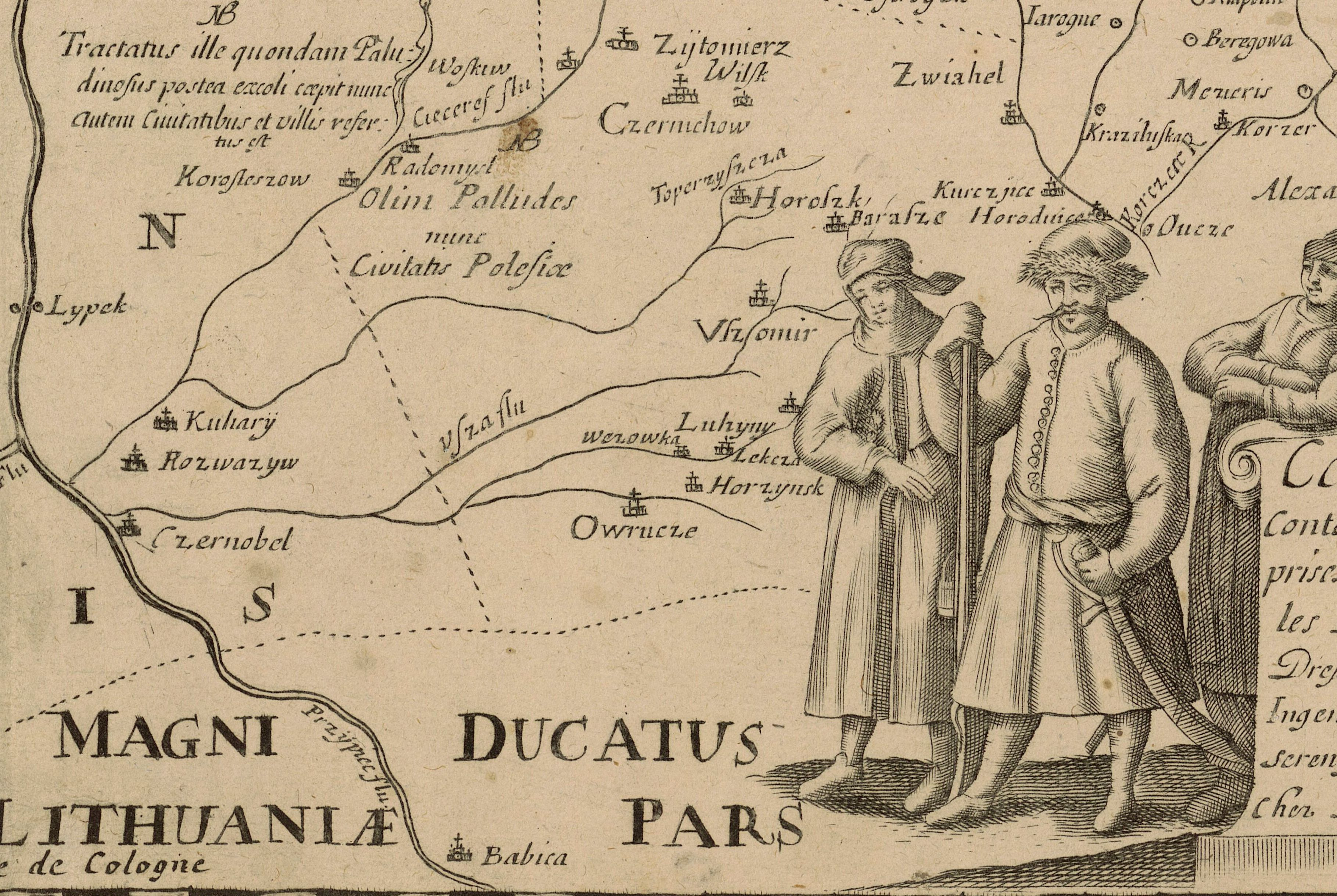
Норинськ на мапі Боплана, 1648 рік

Статус містечка і магдебурзьке право Норинськ одержав у 1624 році за привілеєм короля Сигізмунда III. До 1793 року перебував у складі Овруцького повіту Київського воєводства. Після другого поділу Речі Посполитої зарахований до Овруцького повіту Волинського намісництва як позаштатне містечко.

### XX століття
У 1906 році містечко Норинської волості Овруцького повіту Волинської губернії. Відстань від повітового міста 15 верст. Дворів 185, мешканців 1216.
Радянську окупацію встановлено у січні 1918 року.
Під час німецько-радянської війни 252 мешканці Норинська призвані до лав Червоної армії та воювали на фронтах і в партизанських загонах проти окупантів, 182 фронтовики нагороджено орденами й медалями, 120 — загинуло. Загиблим односельцям у Норинську встановлений пам'ятник.
У 1933 році тут почав працювати гранітний кар'єр, на базі якого 1945 року став до ладу щебеневий завод.

## Освіта
1864 року в селі відкрито школу. Нині середню освіту діти здобувають в Норинському ліцеї Овруцької міської ради, а для найменших мешканців села працює Норинський заклад дошкільної освіти Овруцької міської ради.

## Інфраструктура
Найбільшими підприємницькими структурами у Норинську є смоляний та щебеневий заводи. У 2003—2015 роках працювала хлібопекарня.
У селі працює чотири продуктових магазини, два магазини промислових товарів, їдальня та кафе. Щонеділі на центральній площі села функціонує місцевий ринок. Функціонує будинок культури, в якому постійно проводяться концерти, виставки, дискотеки, а також працює бібліотека.
Працюють фельдшерсько-акушерський пункт — підрозділ КУ «Центр первинної медико-санітарної допомоги Овруцької районної ради», аптечна крамниця КП «Центральна районна аптека № 31 міста Овруча» Овруцької районної ради. Найближча лікарня розташована за 2 км від села.
Селом курсують автобусні маршрути до Нових Велідників, Словечного, Овруча, Коростеня, Житомира та багатьох інших населених пунктів. Налагоджене центральне водопостачання та деяких частинах села — газопостачання.
На території населеного пункту діють два стадіони: шкільний та «Граніт». Останній використовує місцевий ФК «Граніт».

## Сакральні споруди

### Церква святого Миколая
1863 року зведено дерев'яну церкву святого Миколая. На початку 1920-х років більшовики вдаються до простого способу нищення церков — підпалу. Цей спосіб нищення диктувався наявністю на Поліссі майже 100 % дерев'яних церков, покривав замовників та виконавців вандалізму, мав за їх розрахунками дати великий «позитивний» результат. За даними польових досліджень на Житомирщині та Київщині «були люди, які їздили по селах вночі на критих дорожніх возах або ж балагулах і підпалювали церкви». Підпалами церков керували органи безпеки (НКВС), а безпосередні виконавці були у них на службі. Для підпалу церков також використовували «в'язнів», яких НКВС етапами переганяли через села і закривали в церкві. У 1926 році один з таких «в'язнів» підпалив церкву святого Миколая в селі Норинськ.
Одночасно із руйнуваннями церков йшло фізичне знищення духовенства. Це робилось показово. Перед тим, як спалити церкву святого Миколая в Норинську «комзати» влаштували батюшці змагання з метою його обезславити перед селянами. Для цього закликали 19 вчителів. Батюшка виграв змагання. Комуністи заставляли його, щоб він зняв хреста з грудей. Він сказав: «Братя, я служив Божому закону, за нього і загину». Після цього показового розбору батюшку у 1933 році посадили в Овруцьку тюрму, де він від знущань загинув. Його дружину вигнали з хати, жила вона по людях в селі, потім її забрали, кажуть, у будинок перестарілих. Дочка, як забрали батька, жила також по хатах, хворіла, померла після невдалої операції.
Нині церква святого Миколая села Норинськ належить до Овруцько-Коростенської єпархії УПЦ (МП). Настоятелем храму є протоієрей Петро Онищук.

### Синагога
У Норинську функціювала синагога принаймні до початку 1930-х років.

## Відомі особи

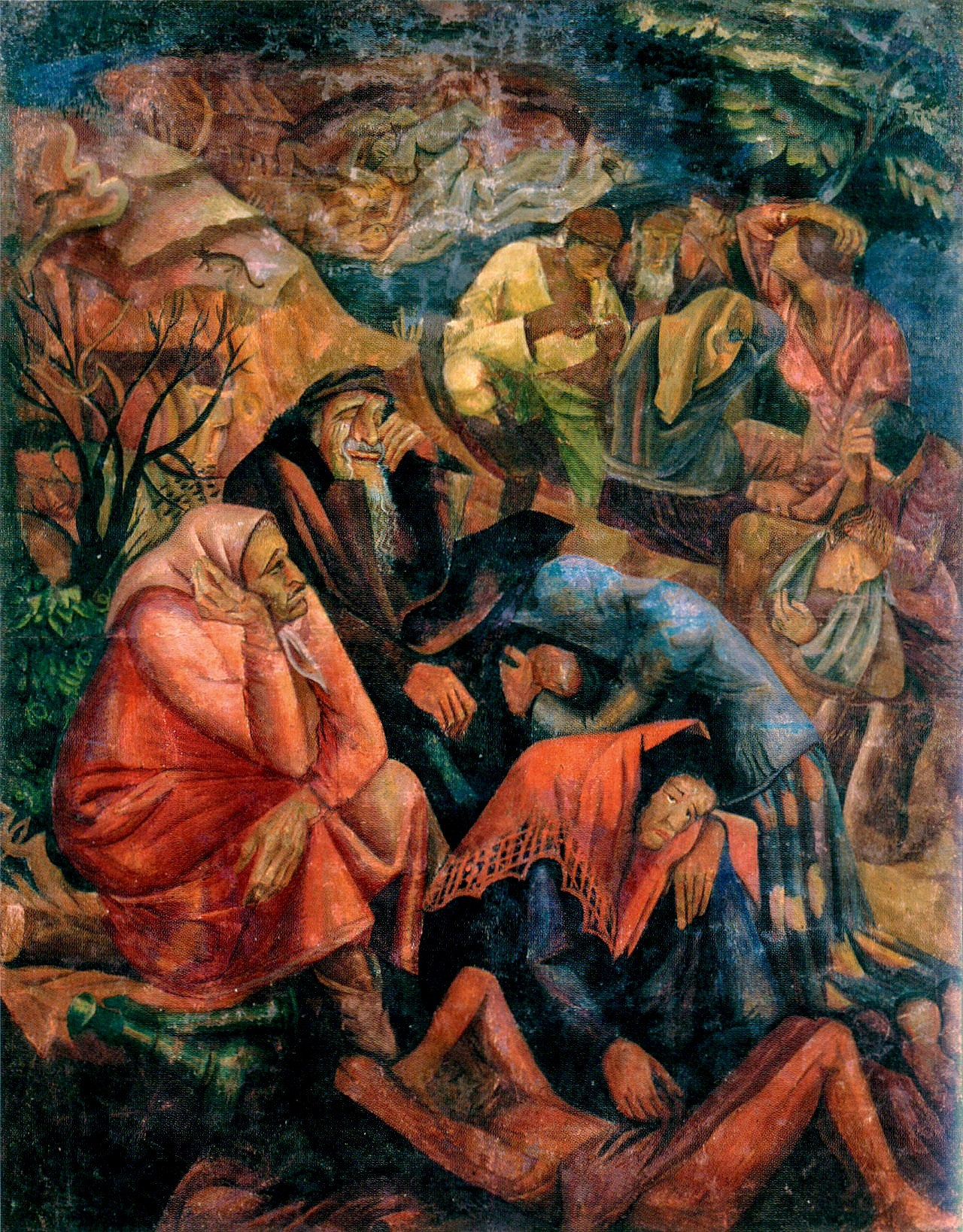
Картина Мануїла Шехтмана «Погромлені» (1927)

- Грищук Андрій Іванович (22 серпня 1998 — 29 січня 2019) — учасник російсько-української війни[10]. 15 квітня 2019 року на фасаді Норинського закладу загальної середньої освіти герою відкрито меморіальну таблицю[11].
- Менахем Нахум Тверський — хасидський цадик, рабин, учень родоначальника хасидизму Бешта. Народився в Норинську у 1730 році.
- Мануїл Шехтман — відомий митець-монументаліст. Провів дитячі роки у свого діда в повітовому містечку Норинськ[12].

За згадками сина художника Марка Шехтмана:
«Кілька років поспіль Еммануїла і старшого брата Ісаака відправляли на зиму в містечко Норинськ, у хедер, який тримав інший їхній дід. Там вони отримували традиційне єврейське виховання. Замріявшись одного разу під час нудного зубріння Талмуда, хлопчик згадав Липники, красиву селянську дівчину, яка часто посміхалася йому, і сам не розуміючи, як це сталося, на полях священної книги чорнилом намалював її, з коромислом та відрами. Розгніваний дід відіслав маленького безбожника додому».